# Fuji FA200 Aero Subaru
Le Fuji FA-200 Aero Subaru est un avion de tourisme monomoteur construit par la firme japonaise Fuji Heavy Industries, renommée en 2017 Subaru.
Il fut le premier appareil léger d'après guerre entièrement conçu au Japon et qui entra dans une phase de production. Principalement destiné à l'exportation, 299 unités sortirent des chaînes de production japonaises.

## Développement
Mis en projet en 1964, le modèle d'origine était un monomoteur à ailes courtes, construit en aluminium destiné à transporter quatre passagers sur de courtes distances. Le premier prototype vola le 12 août 1965 et fut homologué par le ministère des transports japonais le 6 juillet 1966, puis par le gouvernement américain l'année suivante.

## Variantes
- FA-200-160 : version initiale équipée d'un moteur Lycoming O-320 de 160 ch
- FA-200-180 : version plus puissante équipée d'un moteur Lycoming IO-360 de 180 ch
- FA-200-180AO : variante du FA-200-180
- FA-203-S : modèle expérimental à décollage court pour le compte du Laboratoire national aérospatial du Japon.